# おまけたらふく舍
おまけたらふく舍は日本の錯視、だまし絵の制作ユニット。
2人のイラストレーター、岩瀬のりひろと村瀬尚子により構成される。

## 特徴
錯視、だまし絵、かくし絵、逆さ絵、3Dアートなど視覚トリックを使ったイラスト作品を得意とする。主な活動は書籍出版物、広告、イベントなどへの作品提供である。また、著作書籍も多数出版している。

## 著書
- 『かぐやひめ (だまし絵・かくし絵で楽しむ日本の昔話)』旬報社 2015年[ISBN 9784845113781]
- 『三まいのおふだ (だまし絵・かくし絵で楽しむ日本の昔話)』旬報社 2014年[ISBN 9784845113774]
- 『うらしま太郎 (だまし絵・かくし絵で楽しむ日本の昔話)』旬報社 2014年[ISBN 9784845113583]
- 『だまし絵×立体がすごい! 3Dアートの描き方』誠文堂新光社 2014年[ISBN 9784416314098]
- 『決定版!トリックアートベストセレクション』汐文社 2014年[ISBN 9784811321134]
- 『あそぼうトリックアートランド』汐文社 2012年[ISBN 9784811389127]
- 『ようこそトリックアート・ハウスへ』汐文社 2012年[ISBN 9784811388830]
- 『びっくり!!トリックアート〈6〉さあ!さがしてみよう★つくってみよう』汐文社 2012年[ISBN 9784811388120]
- 『びっくり!!トリックアート〈5〉おや?かくれてる★だましてる』汐文社 2011年[ISBN 9784811388113]
- 『びっくり!!トリックアート〈4〉あれ?回ってる★光ってる』汐文社 2011年[ISBN 9784811388106]
- 『ふしぎな模様の描き方』誠文堂新光社 2011年[ISBN 9784416311103]
- 『きれいな模様の描き方』誠文堂新光社 2009年[ISBN 9784416309193]
- 『脳を鍛えるNEWブレーン・パズル』主婦の友社 2006年[ISBN 9784072527184]
- 『脳を鍛えるブレーン・パズル』主婦の友社 2004年[ISBN 9784072446829]